# Emiliano Viviano
Emiliano Viviano, född 1 december 1985 i Florens, Italien, är en italiensk fotbollsmålvakt som spelar för Fatih Karagümrük. Han har också representerat Italiens fotbollslandslag mellan 2010 och 2011.